# 中澤誠一郎
中澤 誠一郎（なかざわ せいいちろう、1896年（明治29年）1月24日-1986年（昭和61年）8月29日）は、日本都市計画学会は発起人としても関与し、日本都市学会や近畿都市学会は会長を歴任した都市計画家、建築行政官、都市研究者。大阪市立大学名誉教授。日本建築学会名誉会員で、大阪市政研究所にも所属した。
京都市生まれ。

## 人物
旧制第三高等学校を経て1920年（大正9年）7月東京帝国大学工学部建築学科を卒業。ただちに内務省大臣官房都市計画課勤務。1921年大阪府警察部技師。中の島大阪市庁舎新築工事などを担当。
1924年愛知県警察部建築課長。1931年愛知県土木部建築課長。1932～39年:大阪府警察部建築課長と、都市計画並びに建築行政の分野で業務を歴任。
1939年（昭和14年）内務省計画局第二技術課長・技師、都市計画中央委員会幹事。この頃大阪駅前関西風土壁実物家屋火災実験や大阪近郊市街地発展パターン実地調査、京都都心部街区実態調査などを実施。全国各地の台風被害や高潮津波、大火や地震、防空、緑地、疎開などの行政課題にもとりくむ。かなり国土計画的なスケール感を備えていた。
1941年に内務省計画局を防空局に再編され、1942年（昭和17年）内務省防空研究所長。1946年（昭和21年）依願退職。1947年工学博士。1949年大阪市立大学工学部建築学科・大学院修士課程で都市計画講座担当教授。田園都市論やグリーンベルトによる領域限定を避け、都心を核に幹線道路や鉄道に沿って放射状に都市を発展させ、間に緑地を配する都市開発論を提唱し実践。1956年（昭和31年）大学を定年退職し以降は非常勤講師。中沢建築設計事務所設立（1976年まで）。1965年日本都市計画学会顧問。1966年勲三等瑞宝章。
貝原益軒や伊能忠敬に私淑。生涯枕元に研究ノートを置いておいたという。
著書『都市学と総合アセスメント』（大明堂、1982年）刊行は、晩年の学問的関心の都市総合調査や環境アセスメントにおける論理混乱を正すことであったという。